# Сложена реченица
Сложена реченица је таква говорна јединица која се састоји, најмање, од два или више предиката и две или више простих или простих проширених реченица од којих свака исказује неку мисао. Сложене реченице су настале претварањем неког члана просте проширене реченице у посебну реченицу.

## Унутрашња подела
Сложена реченица се може састојати од зависних и независних простих реченица.

#### Независне реченице
Независне реченице - просте реченице у сложеној чији смисао једне реченице не зависи од смисла друге називају се независне реченице. Ове реченице у сложеној реченици имају потпуно значење. 
Просте независне реченице које потпуно граде једну сложену реченицу се зову независно сложене реченице.
Независне реченице настале спајањем независним везницима (и, па, те) зову се везничке независносложене реченице.
Независне реченице настале низањем простих реченица, називају се невезничке зависно сложене реченице.
У свим независним реченицама је, тзв. однос независности

#### Зависне реченице
Просте реченице које зависе једна од друге и служи као допуна или одредба, називе се зависна реченица. Ове реченице имају непотпуно значење у сложеној реченици. Замењују неке зависне реченичне чланова (субјекатски и предикатски скуп)
Сложене реченице које садрже минимално једну зависну реченицу називају се зависно сложене реченице.
Зависне реченице се могу претварати у независне и обратно. Нпр.:
 Закључавам врата  → по изласку из куће. 
→ кад изађем из куће .
Зависни везници, који повезују просте реченице су : ДА, КАД, ЧИМ, ПОШТО, ЈЕР, ЗАТО ШТО, ИАКО, АКО, МАДА.
У свим зависним реченицама је, тзв. однос зависности.